# Henry A. Byroade

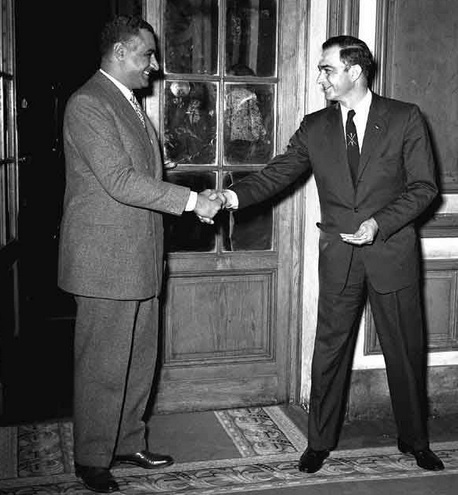
Henry A. Byroade (rechts) bei einem Empfang mit dem Präsidenten von Ägypten Gamal Abdel Nasser.

Henry Alfred Byroade (* 24. Juli 1913 in Maumee Township, Allen County, Indiana; † 31. Dezember 1993 in Bethesda, Maryland) war ein US-amerikanischer Brigadegeneral der US Army und Diplomat, der unter anderem von 1952 bis 1955 als Assistant Secretary of State for Near Eastern, South Asian, and African Affairs Leiter der Unterabteilung Naher Osten, Südasien und Afrika im US-Außenministerium war. Er war ferner von 1955 bis 1956 Botschafter der Vereinigten Staaten in Ägypten, zwischen 1959 und 1962 Botschafter in Afghanistan, von 1969 bis 1973 Botschafter auf den Philippinen sowie zuletzt von 1973 bis 1977 Botschafter in Pakistan.

## Leben
Henry Alfred Byroade, Sohn von Ernest C. Byroade und dessen Ehefrau Carrie Byroade, begann nach dem Schulbesuch eine Offiziersausbildung an der US Military Academy in West Point. Nach deren Abschluss mit einem Bachelor of Science (B.S.) wurde er 1937 als Leutnant (Second Lieutenant) des Ingenieurkorps (Corps of Engineers) in die US Army übernommen. Er schloss 1940 ein postgraduales Studium an der Cornell University (M.S.) ab und war zwischen 1942 und 1944 als Oberst auf dem Kriegsschauplatz in China, Britisch-Indien und Burma eingesetzt. Für seine dortigen Verdienste wurde ihm zwei Mal der Legion of Merit verliehen. Nach seiner Rückkehr fand er zwischen 1944 und 1945 Verwendung im Generalstab im US-Kriegsministerium und erhielt auch dort für seine Leistungen den legion of Merit. 1945 wurde er Militärattaché an der Botschaft in der Republik China. Nach seiner Beförderung zum Brigadegeneral im Alter von nur 32 Jahren wurde ihm für seine Verdienste 1946 zudem die Army Distinguished Service Medal verliehen. Nach seinem Ausscheiden aus dem Militärdienst wechselte er 1949 als Foreign Service Officer in den Dienst des US-Außenministeriums und war zunächst für kurze Zeit kommissarischer stellvertretender Leiter des Referats Deutschland und Österreich (Acting Deputy Director, Bureau of German and Austrian Affairs) sowie im Anschluss zwischen dem 1. November 1949 und seiner Ablösung durch James W. Riddleberger am 13. April 1952 Leiter des Deutschland-Referats (Director, Bureau of German Affairs). Am 14. April 1952 übernahm er als Nachfolger von George C. McGhee den Posten als Assistant Secretary of State for Near Eastern, South Asian, and African Affairs und war damit Leiter der Unterabteilung Naher Osten, Südasien und Afrika im Außenministerium. Diesen Posten hatte er bis zum 25. Januar 1955 inne und wurde daraufhin von George V. Allen abgelöst.
Byroade selbst wurde am 24. Januar 1955 zum Botschafter der Vereinigten Staaten in Ägypten ernannt und übergab dort am 7. März 1955 seine Akkreditierung als Nachfolger von Jefferson Caffery. Diesen Posten bekleidete er bis 10. September 1956, woraufhin Raymond A. Hareseine Nachfolge antrat. Er selbst wurde bereits am 26. Juli 1956 zum Botschafter in der Südafrikanischen Union berufen und überreichte am 9. Oktober 1956 als Nachfolger von Edward T. Wailes sein Beglaubigungsschreiben. Er hatte diese Funktion bis zum 24. Januar 1959 inne und wurde danach von Philip K. Crowe abgelöst. Im Anschluss erfolgte am 29. Januar 1959 seine Ernennung zum Botschafter in Afghanistan, wo er am 21. März 1959 sein Akkreditierungsschreiben als Nachfolger von Sheldon T. Mills übergab. Er bekleidete dieses Amt bis zum 19. Januar 1962 und wurde danach von John M. Steeves abgelöst.
Am 10. September 1963 wurde Henry A. Byroade zum Botschafter der Vereinigten Staaten in Burma ernannt und überreichte sein Beglaubigungsschreiben am 7. Oktober 1963 in der Nachfolge von John Scott Everton. Diese Position hatte er bis zum 11. Juni 1968 inne, woraufhin Arthur William Hummel, Jr. seine dortige Nachfolge antrat. Er selbst wiederum wurde dann am 22. Juli 1969 zum Botschafter auf den Philippinen berufen und übergab seine dortige Akkreditierung am 29. August 1969 als Nachfolger von G. Mennen Williams. Er hatte diese Funktion bis zum 25. Mai 1973 inne und wurde anschließend von William H. Sullivan abgelöst. Zuletzt wurde er am 15. Oktober 1973 zum Botschafter in Pakistan ernannt und überreichte dort als Nachfolger von Joseph S. Farland am 5. Dezember 1973 sein Beglaubigungsschreiben. Er verblieb bis zum 23. April 1973 auf diesem Posten und wurde danach von abermals Arthur William Hummel, Jr. abgelöst.
Nach seinem Ausscheiden aus dem diplomatischen Dienst war Byroade, der sich auch als Vorstandsmitglied für das Afghanistan Relief Committee engagierte, zwischen 1977 und 1979 Vizepräsident für Pakistan des FlugzeugHerstellers Northrop Corporation. Er war zwei Mal verheiratet, und zwar von 1937 bis zur Scheidung 1961 mit Mary K. Richard. Aus dieser Ehe gingen die drei Söhne Gene, John und Alan Byroade hervor. Aus seiner zweiten 1962 mit Jitka Donda Henson geschlossenen Ehe stammten ferner die Tochter Linda Byroade Griffin. Nach seinem Tode aufgrund Herzversagens wurde er auf dem Nationalfriedhof Arlington beigesetzt.

## Auszeichnungen
Auswahl der Dekorationen, sortiert in Anlehnung der Order of Precedence of Military Awards:
- Army Distinguished Service Medal
- Legion of Merit (3 x)